# Бангладешско-индийская граница
Бангладешско-индийская граница (англ. Bangladesh–India border, хинди बांग्लादेश-भारत सीमा; бенг. বাংলাদেশ–ভারত সীমান্ত) — государственная граница между Индией и Бангладеш общей длиной 4156 км. Индийские штаты Западная Бенгалия, Ассам, Мегхалая, Трипура и Мизорам расположены вдоль границы. Индийское правительство профинансировало строительство пограничного заградительного барьера с целью прекратить перемещения боевиков и предотвратить контрабанду и нелегальную иммиграцию из Бангладеш.

## История
Когда Индия стала независимой от Великобритании в 1947 году, она была разделена по религиозному признаку. Также были разделены провинция Пенджаб, Бенгалия и округ Силхет, индийская часть которого впоследствии вошла в штат Ассам. Мусульмане составляли большинство в западной части Индии и в восточной части Бенгалии. Из этих двух областей был сформирован Пакистан. Восточный Пакистан стал независимым государством Бангладеш после завершения индийско-пакистанской войны 1971 года.

## География
На границе расположены дельта реки Ганг и мангровые леса Сундарбана. Бангладеш имеет 58 трансграничных рек, и вопросы, возникающие при использовании водных ресурсов, являются очень острыми при обсуждении с Индией. Существует предположение, что пятьдесят процентов страны будет затоплено при повышении уровня моря на один метр.

## Спорные вопросы

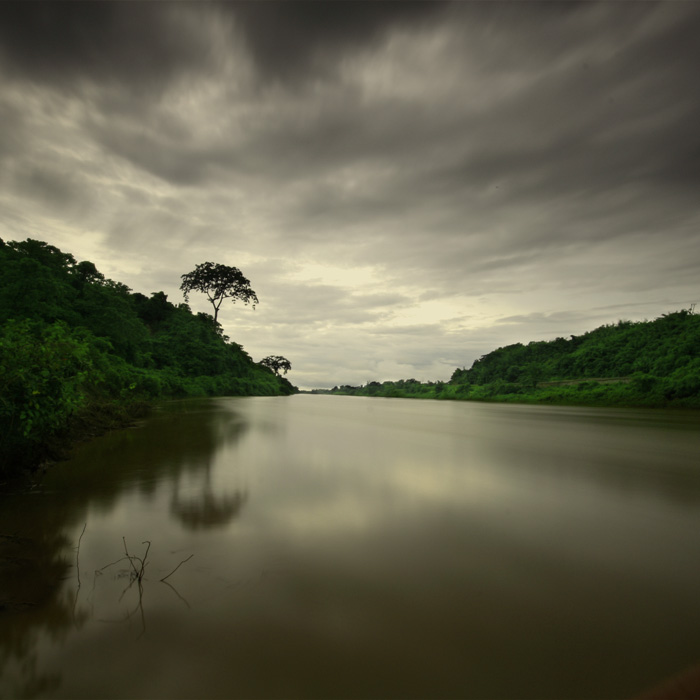
Река, разделяющая Индию и Бангладеш на севере границы

Большое количество крупного рогатого скота, продовольственных товаров и наркотиков попадает из Индии в Бангладеш контрабандным путём. Бангладешцы нелегально пересекают границу, чтобы найти работу в Индии. Обнаруживая нелегалов, пограничные войска Индии открывают огонь на поражение, поэтому каждый год от рук индийских военных погибают сотни жителей Бангладеш, пытающихся пересечь границу. В 2001 году между странами произошёл пограничный конфликт, в ходе которого погибли 19 человек.
Правительство Бангладеш неоднократно обвиняло индийских пограничников во вторжении на подконтрольную Бангладеш территорию и избирательной стрельбе по гражданским лицам, проживающим на этой территории. Эти заявления были сделаны в отместку за массовую нелегальную иммиграцию из Бангладеш в Индию, из-за которой и началось строительство заградительного барьера. На пресс-конференции в августе 2008 года командование пограничных войск Индии призналось, что были убиты 59 нелегалов (34 бангладешцев, 21 индийцев, остальные неопознанные), когда пытались пересечь границу в течение предшествующих шести месяцев.
Бангладешские СМИ обвиняли индийских военных в похищении 5 бангладешских детей в возрасте от 8 до 15 лет из подокруга Харипур округа Тхакургаон в 2010 году. Дети рыбачили недалеко от границы. Также звучали заявления о том, что индийцы убили 15-летнюю бангладешскую девушку 7 января 2011 года, когда она и её отец пытались перелезть через индо-бангладешский барьер, используя лестницу.
В 2010 году организация «Human Rights Watch» (HRW) опубликовала 81-страничный доклад, в котором были подробно описаны сотни злоупотреблений со стороны индийских пограничников. Доклад был составлен на основе интервью с жертвами индийцев, съёмках, свидетелей и показаний бангладешских пограничников. В докладе утверждается, что более 900 бангладешских граждан были убиты в первом десятилетии XXI века при попытке бежать в Индию. По данным HRW, большинство из них были убиты, когда перешли на территорию Индии при выпасе скота, контрабанде, а некоторые просто стали жертвами беспорядочной стрельбы индийцев.
7 мая 2015 года Индия и Бангладеш приняли законы о ратификации соглашения о границе от 16 мая 1974 года. Позже премьер-министры двух стран Нарендра Моди и Шейх Хасина обменялись ратификационными грамотами. По межгосударственному соглашению Индия и Бангладеш должны были обменяться анклавами и выравнять границу. При этом Бангладеш получил 70 км², а Индия — 28 км² анклавов.

## Барьер

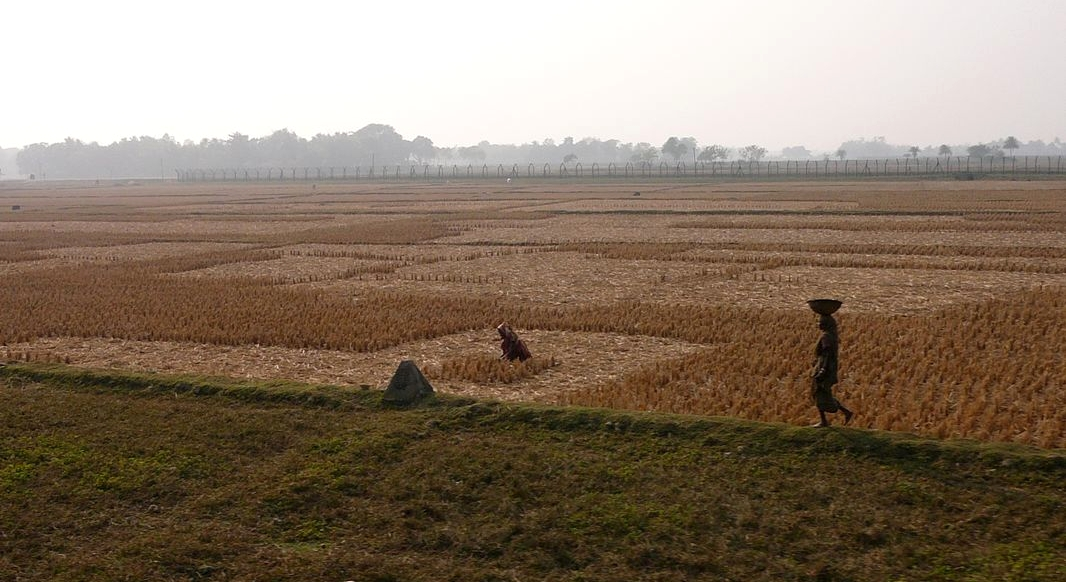
Индо-бангладешский барьер на западном участке границы

Протяжённость индо-бангладешского барьера составляет 4000 километров. В настоящее время Индия занимается усилением заграждения с целью предотвращения нелегальной иммиграции и контрабанды оружия и наркотиков. Помимо барьера, в секторе Западной Бенгалии были установлены прожекторы. Проект стоил 600 миллионов долларов США и должен был быть завершён в 2009 году. По состоянию на ноябрь 2007 года 25,29 км границы было закрыто барьером. Высота барьера составляет чуть меньше трёх метров.
Под руководством бывшей главы правительства Халеды Зия войска Бангладеш стали атаковать индийских солдат, пытаясь предотвратить строительство барьера. Некоторые коренные народы Ассама высказывают опасения, что из-за нелегальной иммиграции из Бангладеш они останутся в меньшинстве на своей земле.
В проект строительства включены данные, что в конечном итоге на верху барьера будет проложена колючая проволока, а основание барьера будет дополнительно усилено бетонными блоками. За 7 лет было проложено около 2490 километров. Через некоторые участки барьера будут проложены провода под высоковольтным напряжением. В Ассаме из 197 км границы с Бангладеш — 263 км были огорожены[уточнить].
В июле 2009 года канал Channel 4 News сообщил, что сотни выходцев из Бангладеш были убиты при попытке перебраться через барьер. Однако индийские пограничники продолжают утверждать, что главная цель барьера в том, чтобы предотвратить нелегальную иммиграцию и проникновение террористов на территорию Индии.